# Estación de Cotos
Cotos, también denominada Los Cotos, es una estación de ferrocarril ubicada en el municipio español de Real Sitio de San Ildefonso, en la provincia de Segovia. Es cabecera de la línea C-9 de Cercanías Madrid y su tarifa corresponde a la Zona Verde según el Consorcio Regional de Transportes. Las instalaciones se encuentran situadas en lo alto del puerto de Cotos, junto a la antigua estación de esquí de Cotos, y a 2,7 kilómetros de la estación de esquí de Valdesquí.

## Situación ferroviaria
La estación se encuentra situada en el punto kilométrico 18,2 de la línea férrea de ancho métrico entre Cercedilla y Los Cotos, a 1.820 metros de altitud, a continuación del apeadero de Vaquerizas. El tramo es de vía única electrificada.

## Material rodante

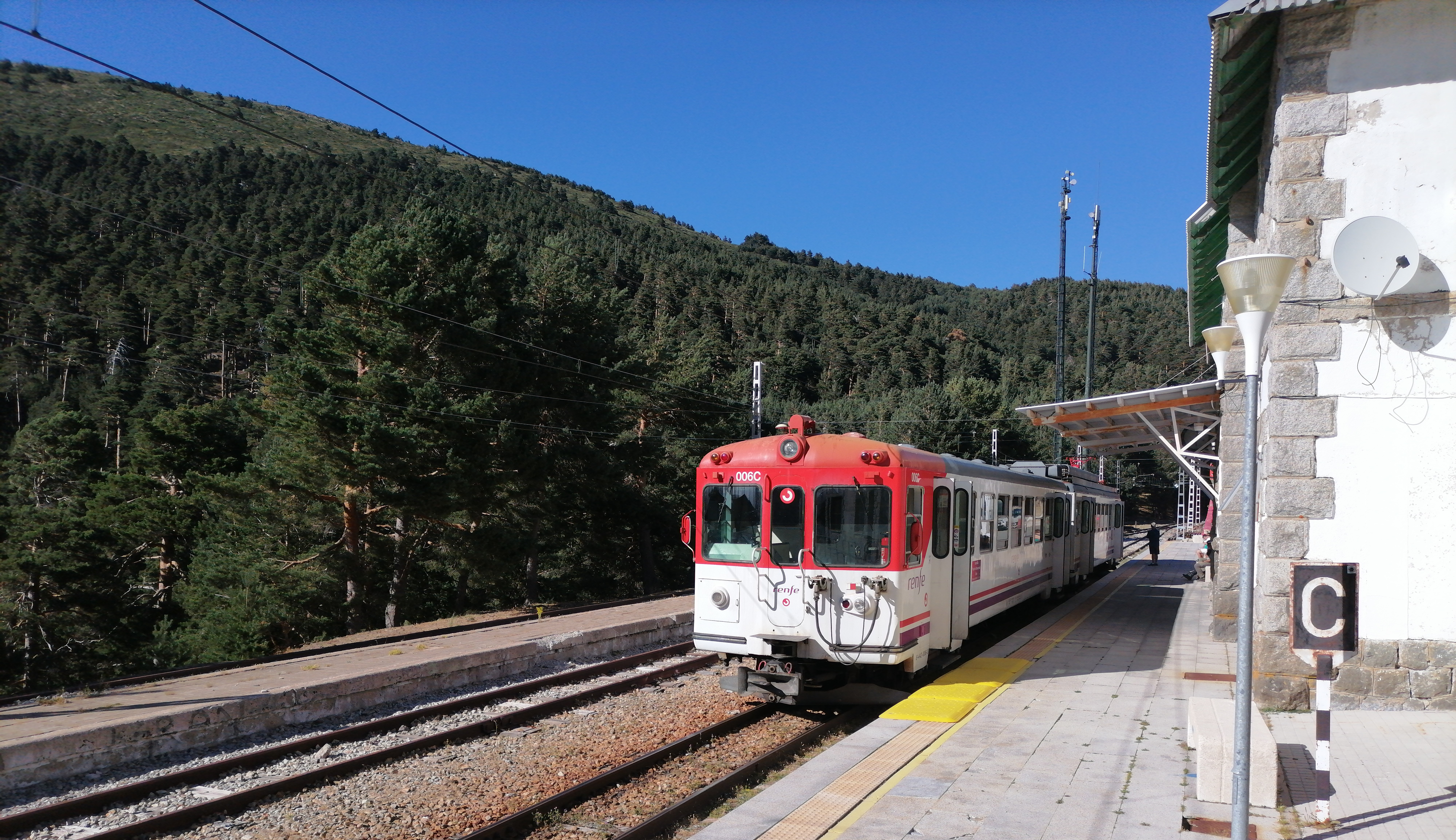
Estación de Cotos. Unidad eléctrica Serie 442 de Renfe.

Renfe Operadora dispone de material rodante exclusivo para la línea Cercedilla-Cotos. Además de distinguirse por su ancho métrico, las unidades eléctricas pueden circular en pendientes máximas de 77 milésimas y curvas de 50 metros de radio.
Desde 1976 el servicio se realiza con unidades de la Serie 442 de Renfe, de fabricación española por La Maquinista Terrestre y Marítima (MTM), con diseño eléctrico de Brown Boveri y diseño mecánico Schlieren, para líneas de alta montaña sin necesidad de cremallera. Una característica muy valorada es que permiten bajar las ventanillas para disfrutar del paisaje.
Está previsto que en 2024 lleguen nuevos trenes alpinos, con capacidad superior a 100 plazas sentadas, con asientos numerados y ventanillas cerradas. La infraestructura también se renovará. Adif pretende recuperar los apeaderos de Camorritos y Siete Picos. En la estación de Cotos está previsto reconfigurar la playa de vías y sustituir traviesas, carriles y balasto.

## Líneas y conexiones

### Cercanías
| procedencia/destino | < estación            | Línea | estación > | destino/procedencia |
| ------------------- | --------------------- | ----- | ---------- | ------------------- |
| Cercedilla          | Puerto de Navacerrada |       | Terminal   | Terminal            |

### Autobuses
| Diurnos |                          |                                                |                           |
| Línea   | Destino                  | Parada                                         | Operador                  |
| 691     | Cotos - Valdesquí        | 09196 Carretera de Valdesquí - Puerto de Cotos | Avanza Movilidad Integral |
| 692     | Cotos - Valdesquí        | 09196 Carretera de Valdesquí - Puerto de Cotos | Avanza Movilidad Integral |
| 691     | Madrid (Moncloa)         | 09198 Carretera de Valdesquí - Puerto de Cotos | Avanza Movilidad Integral |
| 692     | Cercedilla - Los Molinos | 09198 Carretera de Valdesquí - Puerto de Cotos | Avanza Movilidad Integral |
| 819     | Rascafría                | 09198 Carretera de Valdesquí - Puerto de Cotos | ALSA                      |

Las líneas 692 y 819 solo prestan servicio al Puerto de Cotos los sábados laborables, domingos y festivos. La línea 691 sí da servicio al Puerto de Cotos todos los días de la semana pero solo algunas expediciones, que prolongan el recorrido normal que finaliza en Navacerrada.